# Koboltvingad parakit
Koboltvingad parakit (Brotogeris cyanoptera) är en fågel i familjen västpapegojor inom ordningen papegojfåglar.

## Utseende
Koboltvingad parakit är en liten och grön parakit med relativt kort stjärt. De koboltblå vingarna är svåra att se på sittande fågel, men är väl synliga i flykten. Den skiljer sig från liknande tuiparakiten på mörkt öga, grön panna och persikofärgad haka.

## Utbredning och systematik
Koboltvingad parakit delas in i tre underarter:
- Brotogeris cyanoptera cyanoptera – förekommer från sydöstra Colombia till södra Venezuela, östra Ecuador, östra Peru och väst-centrala Brasilien
- Brotogeris cyanoptera gustavi – förekommer i norra Peru (övre Río Huallaga)
- Brotogeris cyanoptera beniensis – förekommer i norra Bolivia (Beni)

## Levnadssätt
Koboltvingad parakit hittas i olika typer av skogsområden, även i skogsbryn, trädgårdar och jordbruksbygd. Den ses ofta i flygande i stora ljudliga grupper.

## Status och hot
Arten har ett stort utbredningsområde, men tros minska i antal, dock inte tillräckligt kraftigt för att den ska betraktas som hotad. Internationella naturvårdsunionen IUCN listar arten som livskraftig (LC).

## Bilder

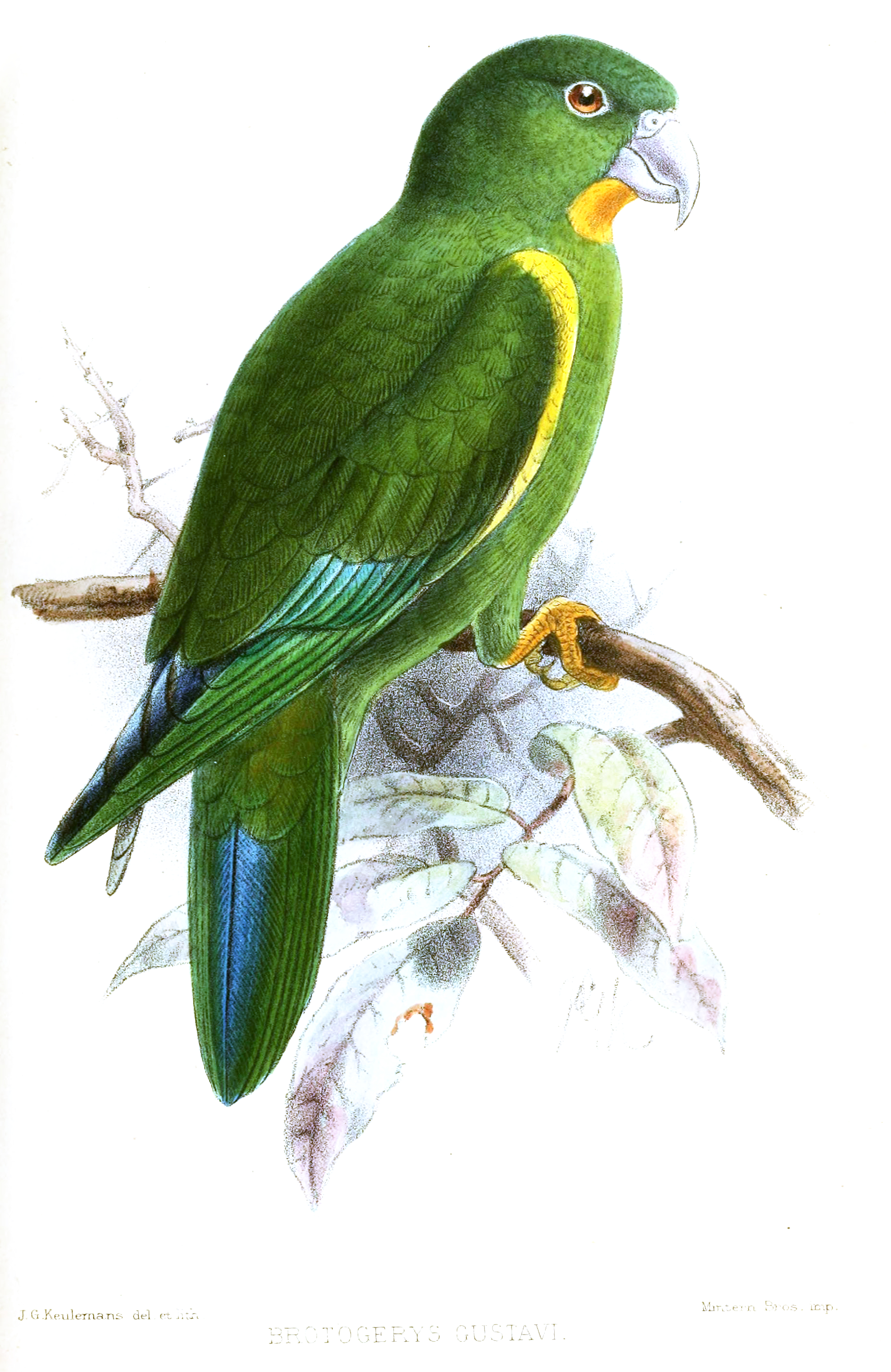
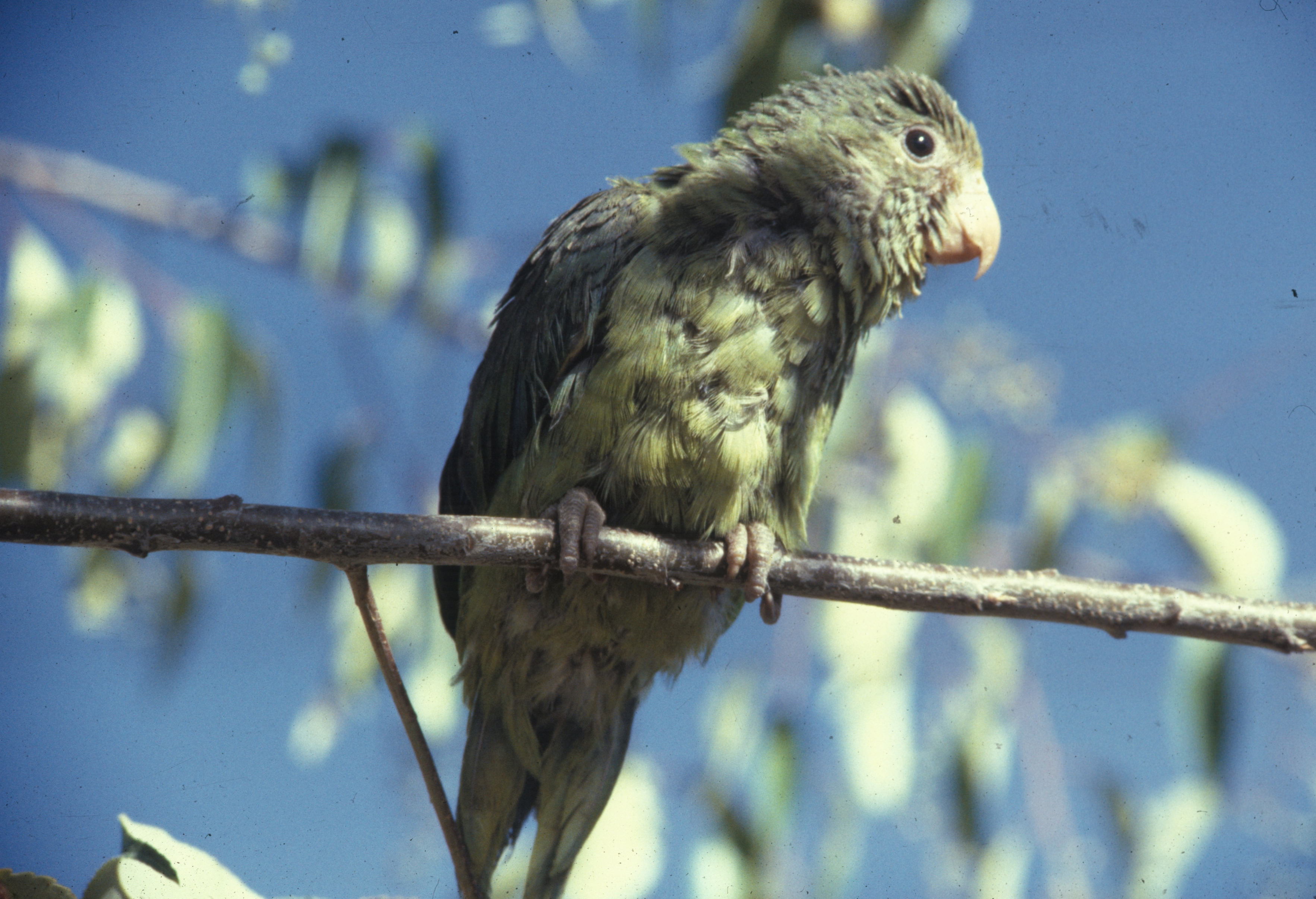